# Edward Barcik
Edward Barcik (ur. 31 stycznia 1950 w Prusicach) – polski kolarz szosowy, wicemistrz olimpijski oraz brązowy medalista mistrzostw świata.
Urodził się w Prusicach w gminie Złotoryja w woj. dolnośląskim, mając około roku wraz z całą rodziną przeprowadził się do Chrząstowic w woj. opolskim, gdzie spędził całą młodość.

## Kariera
Karierę zawodniczą rozpoczął w roku 1966 w LZS "Opolanka" Grabie. 
Był zawodnikiem Ludowych Zespołów Sportowych „Zieloni” Opole oraz członkiem ZSMW w Chrząstowicach.
Największy sukces w karierze osiągnął w 1972 roku, kiedy wspólnie z Lucjanem Lisem, Stanisławem Szozdą i Ryszardem Szurkowskim zdobył srebrny medal w drużynowej jeździe na czas na igrzyskach olimpijskich w Monachium. W tej samej konkurencji Polacy w składzie: Edward Barcik, Stanisław Szozda, Jan Smyrak i Lucjan Lis zdobyli brązowy medal na rozgrywanych rok wcześniej mistrzostwach świata w Mendrisio. Zdobył też trzy tytuły mistrza Polski (1971 w wyścigu indywidualnym oraz 1970 i 1974 w wyścigu dwójkami).

## Odznaczenia[2]
- Złoty Krzyż Zasługi (1972)[3]
- Medal „Za Wybitne Osiągnięcia Sportowe”